# Astra 1K
Astra 1K war ein Kommunikationssatellit, der von Alcatel Space für SES hergestellt wurde. Bei seinem Start am 25. November 2002 war er mit einer Masse von 5250 kg der größte jemals gestartete zivile Kommunikationssatellit. Er sollte den Satelliten Astra 1B ersetzen und als Backup für die Satelliten 1A, 1C und 1D auf der Orbitalposition Astra 19,2°E dienen. Die Oberstufe Blok DM-03 der Proton-K-Trägerrakete funktionierte jedoch nicht ordnungsgemäß, so dass der Satellit auf einer unbrauchbaren Parkbahn zurückblieb. Ein Ersatzsatellit, Astra 1KR, wurde im Jahr 2006 erfolgreich gestartet.

## Start
Astra 1K sollte ein europäischer (luxemburgischer) geostationärer Kommunikationssatellit sein, der am 25. November 2002 um 23:04:23 UTC mit einer Proton-K-Trägerrakete vom Kosmodrom Baikonur gestartet wurde. Die Oberstufe DM-03, die an dem 13-kW-Satelliten (mit 52 Ku-Band- und zwei Ka-Band-Transpondern zur Abdeckung von 1100 Kanälen angeblich der massivste zivile Kommunikationssatellit) befestigt war, wurde jedoch nach der ersten Zündung falsch abgetrennt, so dass sich der Satellit in einer sehr niedrigen Umlaufbahn befand. Um einen drohenden Wiedereintritt zu verhindern, wurde der Satellit auf eine kreisförmige Umlaufbahn in 288 km Höhe gebracht. Nun wurden drei Optionen in Erwägung gezogen: a) den Wiedereintritt über dem Pazifik zu erzwingen, b) ihn mit einem US-Shuttle zu bergen und c) den gesamten Treibstoff an Bord des Satelliten zu verbrauchen, um ihn auf eine geostationäre Umlaufbahn bei 19,2° östlicher Länge zu bringen. Die relative Sicherheit, die diese Umlaufbahn bietet, lässt genügend Zeit, um die beste Option zu wählen. Es wurden zwar einige Versuche unternommen, den Satelliten zu "retten", diese scheiterten jedoch. Im Dezember 2002 wurde beschlossen, den Satelliten in die Umlaufbahn zu bringen, was zu einem enormen Versicherungsschaden führte und sowohl die weitere Verwendung der Oberstufen der Block-D-Serie als auch die Philosophie "größer ist besser" für Kommunikationssatelliten in Frage stellte. Astra 1K wurde am 10. Dezember 2002 absichtlich aus der Umlaufbahn gebracht.

## Überblick
Der Satellit verfügte über eine Mehrfachverwendung von Frequenzen für einige seiner Transponder und nutzte zwei Abdeckungsmuster, wobei eines Osteuropa und das andere Spanien abdeckte. Diese Konstruktion sollte nur bestimmte Märkte abdecken, um die Kapazität der Flotte zu erweitern, da durch die Wiederverwendung von Frequenzen mehr Kanäle gleichzeitig auf derselben Frequenz übertragen werden können. Dadurch hätten beispielsweise die Niederlande und Teile der Nachbarländer keinen der beiden Strahlen empfangen können, da sich die Strahlen in diesen Ländern überschneiden und sich gegenseitig stören.
Astra 1K verfügte auch über mehrere Ka-Band-Kapazitäten, die ursprünglich für einen Upload-Pfad für satellitengestützte Internetzugangsdienste vorgesehen waren. Später entwickelte SES mit ASTRA2Connect einen solchen kommerziellen Zwei-Wege-Satelliten-Internetdienst, der das Ku-Band für Up- und Download-Pfade nutzt.